# El Cerrito, Tarimoro
El Cerrito är en ort i Mexiko.   Den ligger i kommunen Tarimoro och delstaten Guanajuato, i den centrala delen av landet, 190 km nordväst om huvudstaden Mexico City. El Cerrito ligger 1 797 meter över havet och antalet invånare är 470.
Terrängen runt El Cerrito är kuperad österut, men västerut är den platt. Runt El Cerrito är det ganska tätbefolkat, med 70 invånare per kvadratkilometer. Närmaste större samhälle är Tarimoro, 1,1 km sydväst om El Cerrito. I omgivningarna runt El Cerrito växer huvudsakligen savannskog.